# Ayça Erturan
Ayça Erturan (* 1. August 1983 in Istanbul) ist eine türkische Schauspielerin.

## Biografie
Erturan wurde am 1. August 1983 in Istanbul geboren. Sie studierte an der Marmara-Universität. Ihr Debüt gab sie 2014 in der Fernsehserie Avrupa Yakası. Anschließend trat sie 2006 in Bir Demet Tiyatro auf. Außerdem bekam sie 2010 in dem Film Çok Filim Hareketler Bunlar eine Hauptrolle. 2014 heiratete sie den türkischen Regisseur Oğulcan Kırca. Von 2015 bis 2016 spielte Erturan in der Serie Evli ve Öfkeli die Hauptrolle. 2021 bekam sie ihr erstes Kind. Im selben Jahr wurde Erturan für die Serie Akıncı gecastet.

## Filmografie
Filme
- 2009: Neşeli Hayat
- 2010: Çok Filim Hareketler Bunlar
- 2012: Bir Kurabiye Masalı
- 2015: Aşk Nerede
- 2015: TAKIM: Mahalle Aşkına!
- 2022: Müstakbel Damat

Serien
- 2004: Avrupa Yakası
- 2006: Bir Demet Tiyatro
- 2008–2010: Çok Güzel Hareketler Bunlar
- 2013: Yağmurdan Kaçarken
- 2015: Evli ve Öfkeli
- 2015–2016: Beş Kardeş
- 2017–2018: Kadın
- 2021: Akıncı
- 2023: Maviye Sürgün